# 972년

## 연호
- 북송(北宋) 개보(開寶) 5년
- 요(遼) 보녕(保寧) 4년
- 일본(日本) 덴로쿠(天禄) 3년
- 북한(北漢) 천회(天會) 16년
- 딘 왕조(丁朝) 타이빈(太平) 3년

## 기년
- 북송(北宋) 태조(太祖) 13년
- 요(遼) 경종(景宗) 4년
- 고려(高麗) 광종(光宗) 23년
- 딘 왕조(丁朝) 선제(先帝) 5년

## 사건
- 케디니아 전투 - 폴란드의 미에스즈코 1세 공작이 독일인들을 물리친 전투

## 탄생
- 고려의 문신 최항

## 사망
- 9월 6일 - 교황 요한 13세